# Gustavia pubescens
Gustavia pubescens är en tvåhjärtbladig växtart som beskrevs av Hipólito Ruiz López, Pav. och Otto Karl Berg. Gustavia pubescens ingår i släktet Gustavia och familjen Lecythidaceae. IUCN kategoriserar arten globalt som sårbar. Inga underarter finns listade i Catalogue of Life.